# Marco Maciel
Marco Antônio de Oliveira Maciel (Recife, 21 de julio de 1940-Brasilia, 12 de junio de 2021) fue un abogado, profesor y político brasileño. 
Fue diputado, gobernador de Pernambuco, senador y vicepresidente de la República de 1995 a 2002. Ejerció el cargo de senador de 2003 hasta 2011, profesor de Derecho Internacional Público de la Universidad Católica de Pernambuco (licenciado), presidente de la Cámara de Diputados (1977-1979), ministro de Estado de Educación y Cultura (1985-1986), ministro Jefe del Gabinete Civil de la Presidencia de la República (1986/1987), cuando asume el mandato de senador. Fue electo presidente del PFL, en 1987, reelecto senador en 1990, en 1994 fue elegido vicepresidente de la República Federativa de Brasil. Regresó al Senado, electo en 2002. Asumió, en 2007, la presidencia de la Comisión de Constitución, Justicia y Ciudadanía. En las elecciones de 2010 no pudo ser electo para un nuevo mandato en el Senado, tras 44 años en la política, quedando tercero en la votación. Es notorio hincha del Santa Cruz, tanto que el estadio del club lleva el nombre de su padre, José do Rego Maciel.

## Biografía
Hijo de José del Rego Maciel y Carmen Sílvia Cavalcanti de Oliveira se formó en derecho por la Universidad Federal de Pernambuco actuando después como abogado. En la universidad inició su vida pública al ser elegido presidente de la Unión Metropolitana de los Estudiantes de Pernambuco, en 1963, realizando una gestión que le llevaría a romper con la cúpula de la Unión Nacional de los Estudiantes. La elección para la UME contó con el apoyo financiero del IPES - Instituto de Investigaciones y Estudios Sociales, organización de derecha creada a finales de 1961. En los años siguientes, Marco Maciel se afiliaría a ARENA, partido que apoyaba a la dictadura militar entonces instaurada, y pasaría a actuar en la política partidista en la que debutó en 1966 al ser electo diputado estatal y luego diputado federal en los años 1970 y 1974.
En el curso de su segundo mandato fue elegido presidente de la Cámara de Diputados en marzo de 1977, para el bienio 1977-1979 y en su gestión, el presidente Ernesto Geisel decretó el receso del Congreso Nacional, a través del Acto Complementario 102 el 1 de abril de 1977, con el fin de aprobar la reforma judicial que había sido rechazada por el parlamento que sería reabierto el 14 de abril tras el otorgamiento de dos enmiendas constitucionales y de seis decretos-leyes regulando la reforma del poder judicial y la reforma política, esta última caracterizada por la institución de los llamados senadores biónicos. En contraste con la supresión de las prerrogativas del Congreso Nacional, Marco Maciel no tomó parte en las ceremonias que marcaron la vigencia de las medidas bajadas por el Poder Ejecutivo, pero fiel a su estilo discreto no polemizó al respecto y en señal de reconocimiento por su postura fue designado gobernador biónico de Pernambuco por el propio Geisel en 1978.
A lo largo de su gestión montó un equipo de técnicos y políticos que cerraron filas en las elecciones de 1982, cuando el PDS pernambucano obtuvo un apretado triunfo, contra los opositores del PMDB, teniendo al frente el senador Marcos de Barros Freire, entonces candidato a gobernador. Electo senador en aquel año, Maciel tuvo su nombre recordado como una de las alternativas civiles a la sucesión del presidente João Figueiredo, frente, sobre todo, de su gran capacidad de articulación.

## Frente Liberal
A medida que los debates sobre la sucesión presidencial tomaban forma, en los liderazgos del PDS venían surgiendo diversos nombres que pretendían el liderazgo oficial del partido, entre los cuales estaba Marco Maciel. Sin embargo, la disputa final ocurrió el 11 de agosto de 1984, cuando el diputado federal paulista Paulo Maluf derrotó al ministro del Interior, Mario Andreazza, en la convención nacional del PDS por 493 votos a 350, hecho que sirvió para que los disidentes se agruparan en el llamado Frente Liberal (embrión del PFL, después reconvertido a Demócratas y actualmente Unión Brasil) y luego hipotecar su apoyo a la candidatura de Tancredo Neves, el candidato de las fuerzas de oposición al Régimen Militar de 1964. Para la oficialización del acuerdo, los partidarios de Tancredo deberían elegir uno de los cuadros de la disidencia gubernamental como candidato a vicepresidente y la elección recayó sobre el senador maranhense José Sarney, aunque el propio ungido sugirió sin éxito el nombre de Marco Maciel. En la costura de los acuerdos políticos que aseguraron la victoria opositora en el Colegio Electoral, el nombre de Marco Maciel fue confirmado como el nuevo Ministro de Educación siendo el titular de esa cartera del 15 de marzo de 1985 hasta el 14 de febrero de 1986 cuando el presidente José Sarney (efectuado tras la muerte de Tancredo Neves) lo reubicó en la jefatura de la Casa Civil donde Maciel permaneció hasta el 30 de abril de 1987.
En el referéndum de 1993, Marco Maciel fue parte del Frente Presidencialista Republicano.

## Vicepresidente (1995-2002)
De regreso al Senado Federal mantuvo su apoyo al gobierno de Sarney lo que no le impidió ser uno de los entusiastas del apoyo del PFL a Fernando Collor de Mello en las elecciones presidenciales de 1989, incluso ante la candidata pefelista de Aureliano Chaves. Con la victoria de Collor en segunda vuelta sobre Luiz Inácio Lula da Silva, el Partido del Frente Liberal pasa a ocupar la base política del nuevo presidente. Reelecto senador en 1990, Marco Maciel pasó a convertirse en el líder del Gobierno Collor en el Senado, función la cual declinó cuando el proceso de destitución del presidente se volvió irreversible. En agosto de 1994 fue elegido por el PFL como el nuevo candidato a vicepresidente de la República en sustitución al senador alagoano Guillermo Palmeira, en virtud de denuncias de irregularidades en la destinación de enmiendas presupuestarias que pesaban sobre ese último, siendo electo y reelegido como compañero de Fernando Henrique Cardoso en 1994 y 1998, respectivamente. En ese mismo año, recibió en su gabinete de la Vicepresidencia de la República, en el Palacio del Planalto, el Título de Profesor Visitante de la UniverCidade/RJ, del periodista y Rector Paulo Alonso. Su postura discreta permaneció inalterada, incluso ante los episodios que llevaron al rompimiento del PFL con el gobierno federal en vísperas de las elecciones de 2002, en las que Marco Maciel conquistó su tercer mandato como senador por el estado de Pernambuco.